# Gag Order
Gag Order (también conocido como Eat the Acid en varios servicios de streaming) es el quinto álbum de estudio de la cantautora estadounidense Kesha. Fue lanzado el 19 de mayo de 2023 por Kemosabe Records y RCA. Anunciado a fines de abril de 2023, el álbum ve a la cantante como productora ejecutiva después de sus dos álbumes anteriores. Trabajó principalmente con el productor Rick Rubin, quien la ayudó a profundizar en su lado más vulnerable para crear el proyecto. Otros productores incluyen a los antiguos colaboradores como Stuart Crichton, Stint y Drew Pearson, y los nuevos colaboradores Jussifer, Hudson Mohawke, Kennedi y Jason Lader. Musicalmente, el álbum parte del sonido electro-pop de High Road, y es principalmente un disco de art pop, música experimental, electrónica y psicodélica, aunque también incorpora elementos del hyperpop, soul, lo-fi., country y gospel. Kesha describió el álbum como la culminación de todos los géneros musicales que le gustan.
Líricamente, el álbum toca temas mucho más oscuros como la muerte, la depresión, la explotación emocional, el control, la esperanza y la batalla por la verdad. A diferencia de su disco anterior, que tenía como objetivo volver a su sonido pop de fiesta, Kesha en este disco se enfoca en superar el trauma y la depresión de la demanda en curso con su ex productor, Dr. Luke.

## Antecedentes
La cantante anunció el álbum el 25 de abril de 2023. Ha sido producido íntegramente por Rick Rubin. Se supone que el título del álbum refleja la situación en la que se encuentra debido al proceso judicial en curso contra el productor Dr. Luke, que le impide hablar o hacer comentarios al respecto. Etiquetado como «post-pop» y «exorcismo emocional», el proyecto encuentra a Sebert en su momento más vulnerable. En una entrevista para Rolling Stone, reveló que publicar el álbum es como «dar a luz a lo más íntimo» que ha creado nunca, y citó como principales influencias la ansiedad durante la pandemia de COVID-19 y las experiencias espirituales de los tres años anteriores. Según ella, el disco reúne emociones «de rabia, de inseguridad, de ansiedad, de pena, de dolor, de arrepentimiento». Su madre, Pebe Sebert, y su sobrina Luna, de 8 años, aparecen como invitadas en «Only Love Reprise».

## Lanzamiento y promoción
En los meses previos al lanzamiento de la canción, Kesha reveló partes de la canción a sus aficionados. A principios de 2023, retransmitió en directo partes de varias canciones en Instagram, además de publicar versiones de «Eat The Acid» y «Fine Line» en SoundCloud, antes de retirarlas. Tanto «Eat The Acid» como «Fine Line» se publicaron el 28 de abril de 2023 como sencillos principales del álbum. El segundo sencillo del álbum Only Love Can Save Us Now fue lanzado el 17 de mayo de 2023 junto con el video-lyric de la canción en el canal de Youtube de la cantante.

## Portada
Vincent Haycock fotografió la portada de Gag Order, que muestra un retrato de Kesha con una bolsa de plástico sobre la cabeza. También dirigió los visualizers de varias canciones del álbum, así como el vídeo musical de "Only Love Can Save Us Now".
El director artístico Brian Roettinger había trabajado con Kesha en sus dos álbumes anteriores. Afirmó que el hecho de que los visuales no hicieran guiños a trabajos anteriores de Kesha era intencionado. "Era el momento de desprenderse de ideas del pasado un poco más maximalistas. Nunca es fácil decirle a un artista que se olvide de aquello con lo que se siente cómodo. Pero es una etapa de crecimiento. Se trataba de evolucionar". La tipografía despojada, de un solo tono y sencilla debía dar al álbum una estética general audaz y simple. La "E" y la "A" están invertidas en el logotipo de Kesha para que los efectos visuales no fueran "aburridos". Roettinger quería que el tenso arte y los visuales del álbum provocaran una respuesta emocional y una sensación de incomodidad. "Una sensación de incomodidad. Lo ame o lo odie, quería que la gente lo sintiera. Estamos inundados de imágenes y de imágenes basadas en la música, y es tan fácil echar un vistazo y seguir adelante sin sentir nada. Quería evitar eso". 

## Recepción Crítica
Gag Order ha recibido una respuesta positiva de la crítica musical. La voz y la letra de Kesha, así como la capacidad de escribir sobre su demanda contra Dr. Luke sin referirse directamente a ella, han sido recibidas con elogios. En cuanto a la producción, los críticos consideraron que le faltaba algo. En Metacritic, que asigna una puntuación normalizada sobre 100 a las reseñas de los principales críticos, el álbum tiene una puntuación media de 75 basada en 11 reseñas. El agregador AnyDecentMusic? le dio un 7,2 sobre 10, basándose en su valoración del consenso crítico. El álbum fue comparado con trabajos de Fiona Apple y Björk.
Paul Attard, de la revista Slant, elogió la voz de Kesha y la variedad de géneros, pero criticó la mitad posterior del álbum diciendo que la producción es "chapucera" y poco desarrollada. Helen Brown, de The Independent, dio al álbum una puntuación perfecta de cinco estrellas, calificándolo de "fascinante". Destacó el sencillo principal, "Fine Line", y la letra de la canción diciendo que resuena con todos los supervivientes. Thomas Green de The Art's Desk se hizo eco de los sentimientos de Brown de que el álbum es fascinante, y no es un álbum como los otros de Kesha. Green afirmó que el álbum es un impresionante paso adelante para la artista, que lo necesitaba "urgentemente". Escribiendo para NME, Tom Stitchbury dijo que el álbum es la encarnación de alguien que encontró su voz, a pesar del título.

### Reconocimientos
| Publicación      | Reconocimiento                 | Puesto | Ref.   |
| ---------------- | ------------------------------ | ------ | ------ |
| The Arts Desk    | Album of the Year 2023         |        | [ 28 ] |
| The Independent  | The 30 Best Albums of 2023     | 30     | [ 29 ] |
| PopMatters       | The 20 Best Pop Albums of 2023 | 13     | [ 30 ] |
| Rolling Stone    | The 100 Best Albums of 2023    | 24     | [ 31 ] |
| Slant Magazine   | The 50 Best Albums of 2023     | 16     | [ 32 ] |
| The Sunday Times | The 20 Best Albums of 2023     | 16     | [ 33 ] |

## Rendimiento comercial
A pesar de recibir críticas positivas por parte de la crítica, Gag Order recibió una promoción mínima por parte de la discográfica. En consecuencia, el álbum debutó en el puesto 187 del Billboard 200, con sólo 8.300 unidades vendidas en EE. UU.

## Lista de canciones
| Gag Order track listing |                             |             |          |  |
| N.º                     | Título                      | Productores | Duración |  |
| 1.                      | «Something to Believe In»   | K. Sebert   | 3:29     |  |
| 2.                      | «Eat The Acid»              | K. Sebert   | 4:03     |  |
| 3.                      | «Living in My Head»         | K. Sebert   | 3:06     |  |
| 4.                      | «Fine Line»                 | K. Sebert   | 3:26     |  |
| 5.                      | «Only Love Can Save Us Now» | K. Sebert   | 2:34     |  |
| 6.                      | «All I Need Is You»         | K. Sebert   | 3:01     |  |
| 7.                      | «The Drama»                 | K. Sebert   | 4:23     |  |
| 8.                      | «Ram Dass Interlude»        | Kahre       | 1:14     |  |
| 9.                      | «Too Far Gone»              | K. Sebert   | 2:17     |  |
| 10.                     | «Peace & Quiet»             | K. Sebert   | 2:57     |  |
| 11.                     | «Only Love Reprise»         | K. Sebert   | 1:15     |  |
| 12.                     | «Hate Me Harder»            | K. Sebert   | 2:48     |  |
| 13.                     | «Happy»                     | K. Sebert   | 4:22     |  |
| 38:53                   |                             |             |          |  |

Notas
- "The Drama" interpola el sencillo "I Wanna Be Sedated" de The Ramones

## Créditos y personal
Músicos
- Kesha Sebert - voz principal
- Luke Reynolds - guitarra acústica, bajo (pista 1); piano, programación (12)
- CJ Camerieri - trompa, trompeta (1)
- Tom Kahre - caja de ritmos (2, 7, 10), sintetizador (2, 7); bajo, teclados (2); piano (9), guitarra (10)
- Heavy Mellow - guitarra (3)
- Hudson Mohawke - programación (3, 10)
- Jason Lader - guitarra acústica (5), bajo (6), teclados (10); guitarra, agitador (13)
- Jeremy Hatcher - guitarra acústica, bajo, caja de ritmos, teclados, programación, sintetizador (5)
- Ashley Williams - coros (5, 11)
- Clay Porche - coros (5, 11)
- Steve Epting - coros (5, 11)
- Jussifer - caja de ritmos (5), guitarra (5)
- Stint - batería, guitarra, piano, programación (5); teclados (6)
- Cory Henry - piano (5)
- Richie Kirkpatrick - guitarra (7)
- Jon Pfarr - teclados (7)
- Carl - efectos vocales (7)
- Charlie - efectos vocales (7)
- Mr. Peeps - efectos vocales (7)
- Queso - efectos vocales (7)
- Drew Pearson (compositor)|Drew Pearson]] - batería, sintetizador (9)
- VantaBlaqJungleKat - flauta (11)
- Luna Rose Sebert Sampayo - voz (11)
- Mary Lattimore - arpa (13)
- Benny Bock - piano (13)
- Rob Moose - viola, violín (13)

Técnicos
- Stephen Marcussen - masterización
- Jason Lader - mezcla, grabación
- Dylan Neustadter - ingeniería
- Jeremy Hatcher - ingeniería
- Luke Reynolds - ingeniería
- Tom Kahre - ingeniería
- Matt Dyson - ingeniería vocal
- Jon Pfarr - ingeniería vocal (4), asistencia de ingeniería (todas las pistas)
- Brennan Rubin - asistencia de producción
- Cole Hopcus - asistencia de producción
- David Cesareo - asistencia de producción
- Hollis Howard - asistencia de producción
- Jack Ross - asistencia de producción
- Matt Prater - asistencia de producción
- Ray Braungart - asistencia de producción
- Sofia Staedler - asistencia de producción
- Bobby Mota - asistencia de ingeniería
- Colin Willard - asistencia de ingeniería
- Gregg White - asistencia de ingeniería
- Olivia Painter - asistencia de ingeniería

## Charts
| Chart (2023)                                                | Peak position |
| ----------------------------------------------------------- | ------------- |
| Escocia (Scottish Albums Chart)                             | 80            |
| España Spain Vinyls (PROMUSICAE)                            | 30            |
| Reino Unido (UK Album Downloads)                            | 18            |
| Reino Unido UK Albums Sales (OCC)                           | 27            |
| Reino Unido UK Physical Albums (OCC)                        | 57            |
| Estados Unidos (Billboard 200)                              | 168           |
| Estados Unidos (Top Alternative Albums)                     | 14            |
| Estados Unidos US Top Rock & Alternative Albums (Billboard) | 37            |

## Historial de Lanzamiento
| Región | Fecha               | Formato(s) | Discográfica | Ref.          |
| ------ | ------------------- | ---------- | ------------ | ------------- |
| Varios | 19 de mayo de 2023  | CD         | Kemosabe     | [ 43 ] [ 44 ] |
| Varios | 30 de junio de 2023 | LP         | Kemosabe     | [ 45 ]        |

## Live Acoustic from Space EP
Gag Order (Live Acoustic from Space) es un extended play en vivo de Kesha. Es su tercer EP en general y contiene cuatro canciones acústicas en directo del álbum Gag Order. Los sellos Kemosabe y RCA Records lo publicaron el 30 de junio de 2023.

### Antecedentes
Kesha lanzó su quinto álbum de estudio, Gag Order en mayo de 2023. El álbum es el último de la cantante que cumple su contrato con Kemosabe Records, que firmó cuando tenía 18 años. En octubre de 2014, Kesha demandó a su antiguo productor, Dr. Luke por agresión sexual y lesiones. El productor contrademandó a Kesha por difamación y su juicio se fijó para julio de 2023. A través de un comunicado conjunto, Kesha y Dr. Luke anunciaron que habían llegado oficialmente a un acuerdo, aproximadamente un mes antes del juicio. En su declaración, Kesha afirmó que no recuerda todo lo que sucedió la noche del supuesto abuso, mientras que Dr. Luke continuó negando que la hubiera violado. Tras el acuerdo, Kesha se dirigió a sus redes sociales y expresó su gratitud a sus seguidores y dijo que estaba emocionada por las "cosas hermosas que están por venir". Al día siguiente, anunció el EP y reveló su portada. Reveló las cuatro canciones que aparecerán en el EP: "Only Love Can Save Us Now", "Fine Line", "All I Need Is You" y "Happy".

### Lista de canciones
Todas las canciones están identificadas como "live acoustic from space", y producidas por Nick Annis & Matt Dyson.

| Gag Order (Live Acoustic EP from Space) track listing |                             |          |  |
| N.º                                                   | Título                      | Duración |  |
| 1.                                                    | «Fine Line»                 | 3:07     |  |
| 2.                                                    | «Only Love Can Save Us Now» | 2:36     |  |
| 3.                                                    | «All I Need Is You»         | 2:48     |  |
| 4.                                                    | «Happy»                     | 4:45     |  |
| 13:16                                                 |                             |          |  |